# Model propagandy
Model propagandy je koncepční model v politické ekonomii, definovaný Edwardem S. Hermanem a Noamem Chomskym, který vysvětluje, jak v masových médiích v otevřené společnosti formálně demokratických států funguje propaganda a systematická předpojatost. 

## Model
Tento model se snaží vysvětlit, jak jsou lidé manipulováni a jejich souhlas s ekonomickými, společenskými a politickými metodami je touto propagandou v jejich myslích „vyroben“. Teorie postuluje, že to, jak jsou média nastavena (např. přes reklamu, soustředění jejich vlastnictví nebo vládní zdroje), vytváří vrozené střety zájmu, ve kterých se chová jako propaganda za nedemokratických režimů.
Jak už představili ve své knize Výroba souhlasu: Politická ekonomika masových médií z roku 1988, model propagandy vidí soukromá média jako podniky, které se spíše zajímají o prodej produktu – čtenářů, diváků, posluchačů – jiným obchodům (inzerentům) než o podávání kvalitních zpráv veřejnosti. Chomsky popisuje společenský smysl médií a říká: „… studie institucí a toho, jak fungují, musí být zásadně ignorována, vyjma od krajních elementů nebo poměrně zastřené akademické literatury.“ Teorie postuluje pět obecných tříd filtrů, které určují typ zprávy, která je ve zpravodajství prezentována. Těchto pět tříd je:
- kdo média vlastní,
- kdo je financuje,
- z jakých pramenů čerpá,
- jak a koho kritizují,
- jak využívají ideologie strachu.

Z toho první tři považují autoři za nejdůležitější. Poslední třída v prvním vydání z roku 1988 představovala antikomunismus; po útocích z 11. září Chomsky a Herman tento bod aktualizovali na válku proti terorismu/protiterorismus, i když uvedli, že funguje téměř na stejný způsob.
Přestože tento model byl založen na charakterizaci médií ve Spojených státech, Chomsky a Herman věří, že tato teorie je stejně použitelná na každou zemi, jež sdílí základní ekonomickou strukturu a organizující principy, které model postuluje coby zdroj zaujatosti médií.

## Kritika
Model byl opakovaně kritizován: Eli Lehrer vytýká Chomskému nedostatečnou znalost skutečného fungování médií; Gareth Morley upozorňuje, že Chomsky navzdory své vlastní metodické zásadě nesrovnává svá zjištění o fungování médií v demokratických státech s kontrolními daty získanými mimo demokratický svět; nepřímo dokonce naznačuje, že Chomského model má rysy konspirační teorie; Walter LaFeber připomíná, že Chomsky přehlíží fakta neodpovídající jeho teoriím.